# Grafisk brugerflade
En grafisk brugerflade eller grafisk brugergrænseflade er inden for datalogi en grafisk grænseflade der formidler og præsenterer brugerens interageren med en computer. Grænsefladen præsenteres på en skærm og består af en kombination af tekst og grafik som kan manipuleres med fx tastatur og mus. På engelsk benyttes betegnelsen graphical user interface (GUI).

## Baggrund
Når et styresystem eller et program har en grafisk brugerflade, præsenteres mulige kommandoer og funktioner i mange tilfælde ved hjælp af små billeder (der normalt kaldes ikoner). Oftest med brug af en mus vil man kunne flytte en markør rundt på skærmbilledet. Når muse-markøren peger på et ikon kan man klikke med musens knap, og en given funktion vil blive udført.
Et eksempel kunne være en ikon med et billede af en printer. Det er ligetil at opfatte et sådant ikon vil forårsage at noget udskrives.
En kommandolinje kan - også historisk - sees som modstykket til en grafisk brugerflade. På en kommandolinje ville man skulle skrive kommandoen; eksempelvis 'print', 'udskriv', 'skriv' eller lignende for at en lignende funktion aktiveres. I den grafiske brugerflade findes ligeledes 'paneler', som er tydeligt markerede og afgrænsede felter i skærmbilledet - eksempelvis værktøjslinjer. Her bruges både ikoner og og små tekstfragmenter eller enkeltord som kan aktiveres ved museklik eller gennem tastatur-genveje.

## Skrivebordsmiljø
I den grafiske brugerflade bruges betegnelsen 'skrivebord' (engelsk: desktop) som et metafor for det 'sted' hvor ikoner befinder sig. De forskellige ikoner repræsenterer eller symboliserer forskellige objekter, såsom mapper og filer (program-software og dokumenter).
Et skrivebordsmiljø (engelsk: desktop environment) forstås som en relativt omfattende sammmenhæng mellem diverse computerprogrammer der fuldbringer den metaforiske indlevelse. Samlivet programmerne imellem styres af en politik, en struktureret plan eller et skema, såsom Windows Registry eller det noget anderledes Freedesktop.org-initiativ.
Nogle elementer i et skrivebordsmiljø er listet her:
- Driver-software til at formidle den højopløselige grafik.
- En samling af ikoner. Deres filformat er meget varieret og spænder fra de helt simple bitmaps til de mere moderne SVG-formater.
- Grafiske værktøjssæt, der gør det mere enkelt for programmøren at skabe paneler og vinduer - i den metaforiske betydning. Kendt indenfor GNU/Linux er GTK-pakken, og noget lignende eksisterer også i Microsofts .Net-framework og hos Mac OS findes Appkit, som element i Cocoa-specifikationen.
- Billedbehandlings-programmer og tekstbehandlingsprogrammer, samt billedvisnings-programmer og dokumentvisnings-programmer

Programmer til afspilning af musik og film
Programmer til visualisering af computerens filer - Windows Explorer, Midnight Commander, Nautilus - og mere diskret også filarkiveringsprogrammer, såsom zip eller ar
Principielt set er listen uendelig. Pointen er at det der findes i en installation bliver fremvist og er tilgængelig gennem den planmæssigt beskrevne grafiske brugerflade.
Udover skematiseringen af det aktive brugermiljø (ex. Windows Registry eller en freedesktop anvisning) findes så en desktop manager og tilhørende window manager. I Unix-lignende operativsystemer er window managers og desktop managers særskilte program-pakker. I parentes bemærket findes FreeBSD systemet som standard uden hverken en window manager eller desktop manager, som dog kan installeres efterlods. Kendte desktop managers hos GNU/Linux og BSD er GNOME, KDE og Xfce

## Historie
Flere elementer hører til den grafiske brugerflades historie, her indledes med det arbejde der blev udført ved Xerox's PARC udviklingslaboratorium. Her udvikledes en eksperimentel computer (Xerox Alto) der nok kan betegnes som den første computer med det vi i dag ville genkende som en grafisk brugerflade.
Arbejdet ved Xerox PARC blev bl.a. demonstreret for Steve Jobs og andre medarbejdere fra Apple. Ideerne som Apple medarbejderne fik fra bl.a. PARC blev først anvendt i Apple Lisa computeren der dog aldrig opnåede kommerciel succes. Den første computer med grafisk brugerflade der opnåede kommerciel succes blev Apple Macintosh der blev lanceret i 1984.
I 1985 lancerede Microsoft Windows v1.0. Windows brugerfladen var oprindeligt et tillægsprodukt der kunne installeres oven på MS-DOS, men i dag er brugerfladen en integreret del af de styresystemer Microsoft sælger.
Amiga udsendte det år den første Amiga computer, hvis grafiske brugerflade kaldtes Workbench, og var datidens mest revolutionerende grafikteknologi – i stedet for 8 bit opererede den med 16 bit.
Af andre grafiske brugerflader kan nævnes Digital Research's GEM, OS/2's Presentation Manager, og X Window System.
Skrivebordsmiljøets grafiske udvikling
- Den første Macintosh-model fra 1984
- Windows 1.03 (1985)[screenshot©Microsoft]
- TOS 1.00 (1985) på en Atari 1040 ST
- AmigaOS 1.3 (1987) på en Amiga 500
- NeXTSTEP (1989)
- Windows 3.1 (1992)[screenshot©Microsoft]
- CDE (1995)
- Windows 95 (1995)[screenshot©Microsoft]
- KDE (1998)
- GNOME (1999)
- ROX Desktop (1999)
- KDE 2.x (2000)
- Xfce 3.x (2001)
- GNOME 2.x (2002)
- KDE 3.x (2002)
- Mac OS X (2003)
- Xfce 4.12 (2019)
- LXDE (2006)
- Sugar (2006)
- KDE 4.x (2008)
- Haiku R1 (2009)
- GNOME 3.32 (2019)
- KDE Plasma 5.16 (2019)
- Enlightenment 0.17 (2012)

## Eksterne links
- Specifikationer fra freedesktop.org